# Leofric
Leofric ist ein männlicher Vorname. Der Name bedeutet Liebe, Anführer , abgeleitet aus den altenglischen Wörtern „Leof“ (Liebe, angenehm, Geliebte) und „Ric“ (Macht, Anführer).
Leofric ist der Name folgender Personen:
- Leofric von Mercia († 1057), Earl von Mercia (1031–1055)
- Leofric (Bischof)  (1016–1072), englischer Bischof
- Alan Ernest Leofric Chorlton (1874–1946), britischer Ingenieur und Politiker
- Harold Rupert Leofric George Alexander, 1. Earl Alexander of Tunis (1891–1969), britischer Offizier und Generalgouverneur Kanadas